# Livarot-Pays-d'Auge
Livarot-Pays-d'Auge é uma comuna francesa na região administrativa da Normandia, no departamento de Calvados. Estende-se por uma área de 180,83 km². Em 2010 a comuna tinha 6 365 habitantes (densidade: 35,2 hab./km²).
A municipalidade foi estabelecida em 1 de janeiro de 2016 e consiste na fusão das antigas comunas de Livarot, Auquainville, Les Autels-Saint-Bazile, Bellou, Cerqueux, Cheffreville-Tonnencourt, La Croupte, Familly, Fervaques, Heurtevent, Le Mesnil-Bacley, Le Mesnil-Durand, Le Mesnil-Germain, Meulles, Les Moutiers-Hubert, Notre-Dame-de-Courson, Préaux-Saint-Sébastien, Sainte-Marguerite-des-Loges, Saint-Martin-du-Mesnil-Oury, Saint-Michel-de-Livet, Saint-Ouen-le-Houx e Tortisambert. A comuna tem sua prefeitura em Livarot.